# Belgrad
Belgrad ( pronunciació (?·pàg.)) (en serbi: Београд/Beograd) és la capital de Sèrbia i la ciutat més gran de la República de Sèrbia.

## Etimologia
Els primers documents on consta el nom eslau Beligrad (una variant de Beograd, que vol dir Ciutat Blanca) daten de l'any 878.

## Medi físic

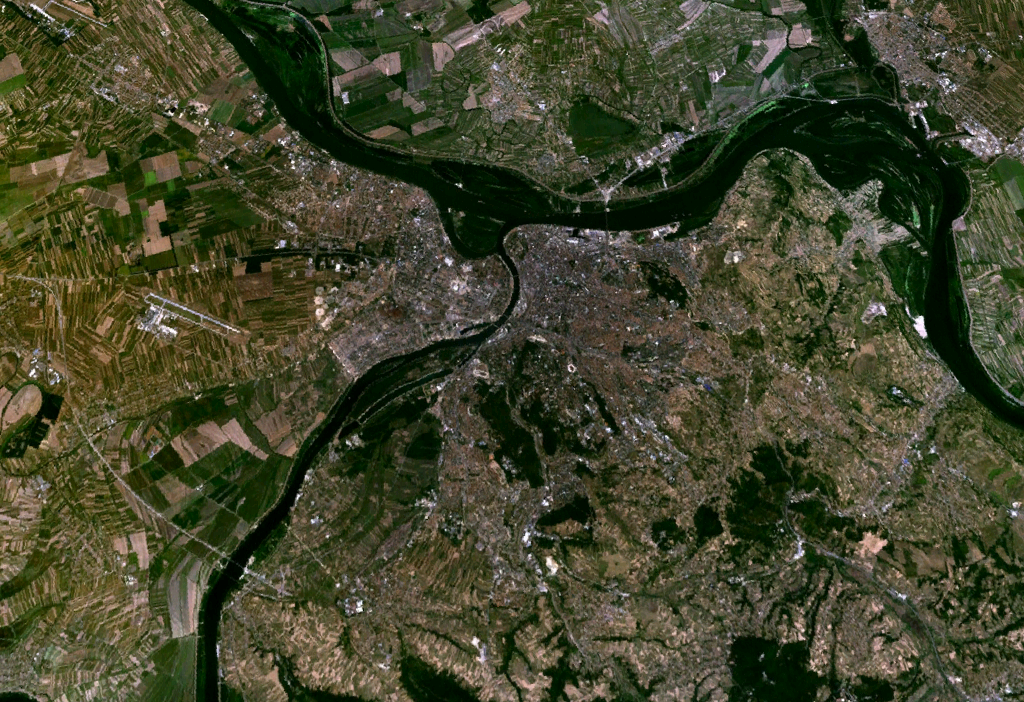
Vista satèl·lit de Belgrad

Belgrad jeu a la desembocadura dels rius Sava i Danubi on s'uneix a la Plana panònica i Península Balcànica. Al nord, limita amb la província de Voivodina (districtes de Srem, Banat Central i Banat Meridional) a l'est amb el districte de Podunavlje, al sud-est amb el districte de Šumadija, al sud-oest amb el districte de Kolubara, i a l'oest amb el de Mačva. Consta de 17 municipis, dels quals 10 són urbans i 7 suburbans. Segons el cens del 2002, l'àrea metropolitana en té 1.281.801, és la capital i ciutat més gran en el territori de l'ex-Iugoslàvia, i és la quarta ciutat dels Balcans, després d'Istanbul, Atenes i Bucarest.
Les coordenades de Belgrad són 44° 49′ 14″ Nord 20° 27′ 44″ Est i la seva altura mitjana sobre el nivell del mar és de 116.75 msnm.
La part més antiga de la ciutat, Kalemegdan, és a la vora dreta dels rius Sava i Danubi. Al mateix temps que la ciutat anava creixent, s'anava estenent per les dues vores del riu Sava, així que, avui hi tenim els municipis Nou Belgrad i Zemun que es troben a la riba esquerra del Sava. L'àrea urbana de la ciutat abasta els 359.96 km² i la metropolitana 3222.68 km². Belgrad, com moltes altres ciutats, es considera la cruïlla entre l'Est i l'Oest, l'Orient i l'Occident.

## Clima
El clima de Belgrad és continental moderat. La mitjana anual de la temperatura és de 11.7 °C. El més calorós és el mes de juliol amb una mitjana de 22.1 °C. Tanmateix, durant 31 dies la temperatura supera els 30 °C i 95 dies quan la temperatura supera els 25 °C. Les precipitacions són de 700 mm anuals. La mitjana de les hores de sol anual és de 2.096. Els mesos amb més sol són juliol i agost amb una mitjana de 10 hores de sol cada dia, mentre que els mesos de desembre i gener són els més foscos, amb una mitjana de 2-2.3 hores de sol cada dia.

## Història
Els primers assentaments en el territori de Belgrad van aparèixer en la cultura prehistòrica Vincha al voltant de l'any 4800 aC. Al segle iii aC en el territori de Belgrad s'hi van assentar els celtes i més tard, els romans van fundar la ciutat de Singidúnum.
A l'antiguitat tardana fou una ciutat fronterera entre l'Imperi Romà d'Occident i l'Imperi Romà d'Orient.

### Edat mitjana

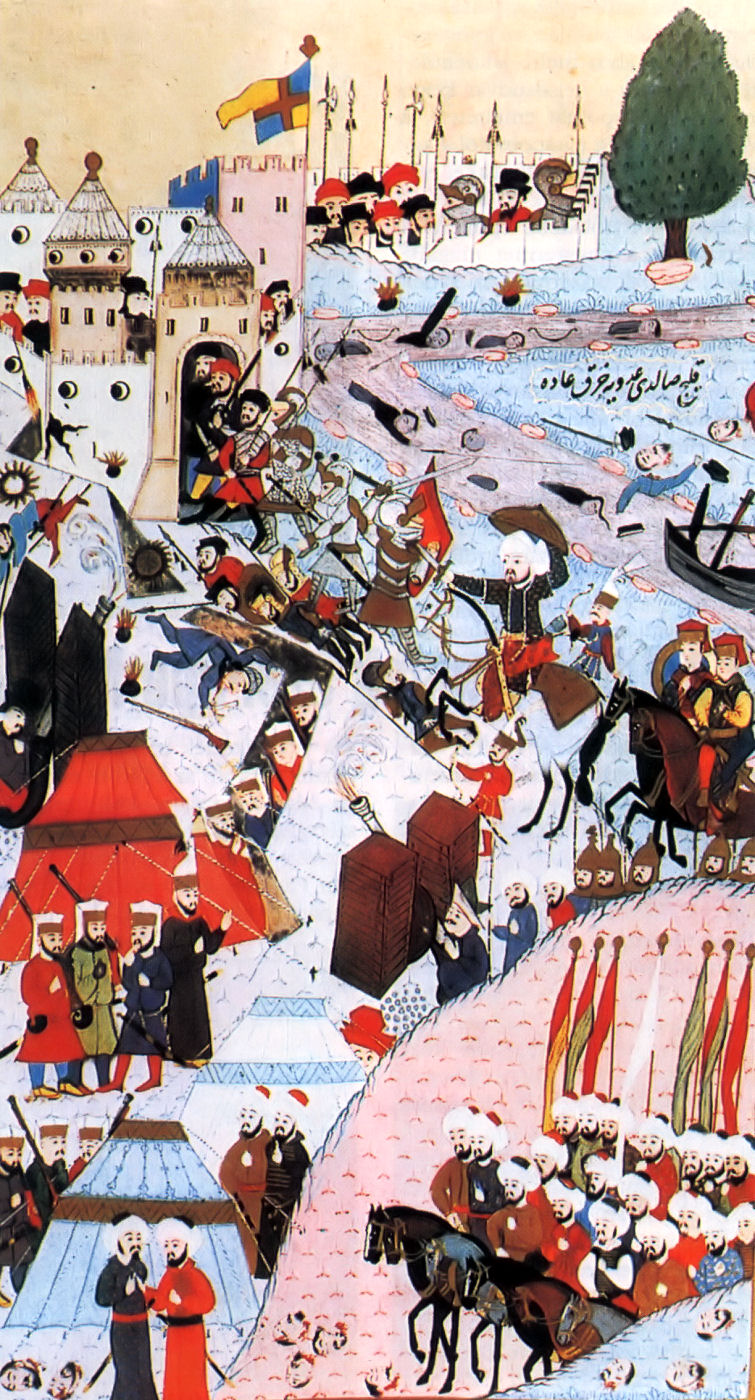
El Setge de Belgrad el 1456

Singidúnum va patir nombroses invasions - huns, sàrmates, ostrogots i àvars abans de l'arribada dels pobles eslaus al voltant de l'any 630 aC
El mateix nom de Beograd es diu per primera vegada l'any 878, durant el Primer Imperi Búlgar. Durant uns quatre segles, la ciutat se la disputen l'Imperi Romà d'Orient, el Regne d'Hongria i el Primer Imperi Búlgar. Finalment va passar a mans dels governants serbis com la part del Regne de Sírmia el 1284. El primer rei serbi que va governar Belgrad va ser Stefan Dragutin (1276-1282), i el rei del Regne de Sírmia, que el va rebre com a regal del seu sogre, el rei hongarès Ladislau IV d'Hongria
Després de grans pèrdues en la batalla del riu Maritsa el 1371, i després la batalla de Kosovo Polje el 1389, l'Imperi Serbi va començar a enfonsar-se, sent el sud de l'imperi conquistat per l'Imperi Otomà. Malgrat això, el nord va resistir en la forma de Despotat de Sèrbia, amb Belgrad com a capital a partir de 1403. La ciutat va ressorgir durant el govern del dèspota Stefan Lazarević, el fill del famós governador serbi que va predre la vida a la Batalla del Kosovo knez Lazar Hrebeljanović.
Les antigues muralles, castells, ports, i esglésies van ser reforçats, el que va ajudar a no rendirse davant dels turcs durant 70 anys més. Per aquell temps, Belgrad era una espècie de refugi per als pobles balcànics que fugien del control otomà. Es creu que a la ciutat hi vivien d'entre 40.000 a 50.000 persones. Durant el regnat de Đurađ Branković la major part del territori del Despotat va caure en mans dels otomans, però Belgrad sí que va demanar ajuda al Regne d'Hongria. Tanmateix, els otomans havien de conquerir Belgrad perquè representava un obstacle en el seu avens cap a l'Europa central. Van atacar Belgrad el 1456, cosa que va donar pas al famós Setge de Belgrad, on l'exèrcit cristià sota el comandament de Janos Hunyadi que va defensar amb èxit a la ciutat de l'atac otomà.

### La conquesta otomana

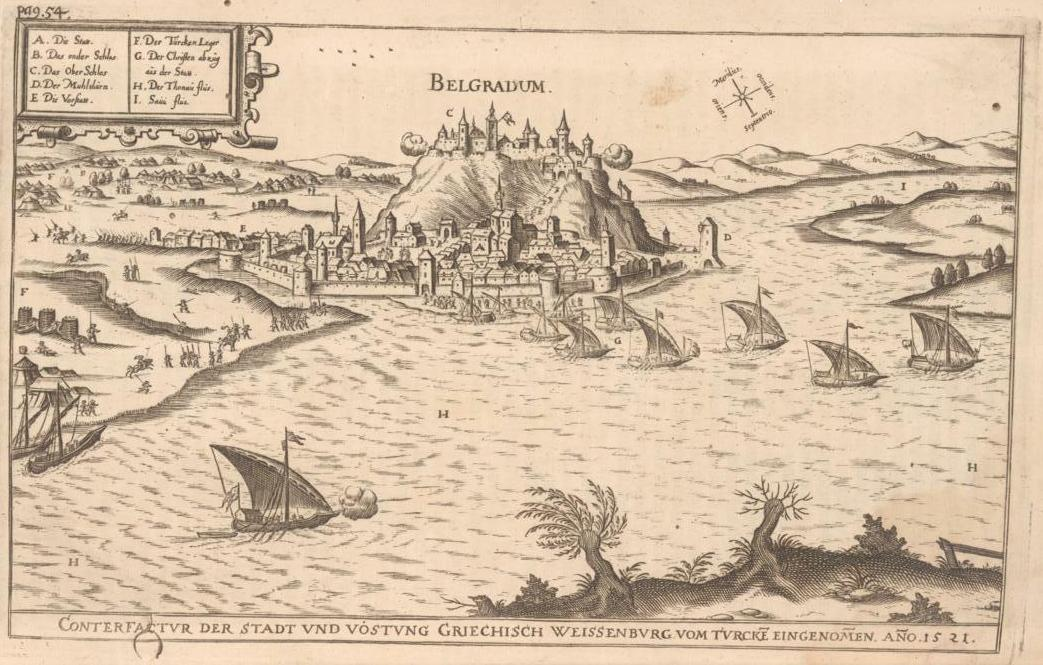
Belgrad el

Liderats per Solimà el Magnífic, els otomans van conquerir Belgrad el 28 d'agost de 1521. La ciutat va ser cremada i saquejada, i els turcs seguiren avançant lliurement cap a l'Europa Occidental, amenaçant el Sacre Imperi Romanogermànic, el que va donar lloc a un primer Setge de Viena el 1529.
Belgrad es va convertir en sanjak (en turc: districte), i durant els següents 150 anys va ser una ciutat tranquil·la i pacífica. Van venir molts comerciants de Dubrovnik, de Venècia, de Grècia i d'Àustria, així com artesans armenis, turcs i gitanos. Renovada i amb un nou aspecte brindat per l'arquitectura oriental, es va convertir en el punt de connexió entre les rutes d'Orient i Occident. El més gran apogeu que Belgrad va assolir en el segle xviii sota el domini turc. Es creu que per aquell temps, a la ciutat hi vivien unes 100.000 persones Durant tot aquest temps va ser afectada per la insurrecció sèrbia més gran contra l'ocupació otomana el 1594. Els turcs, en sufocar la rebel·lió, van castigar la població cristiana cremant les esglésies i les relíquies de Sant Sava en el plat de Vračar, lloc on ara es troba el temple ortodox més gran dels Balcans, la Catedral de Sant Sava. Aquest lloc es va escollir per la construcció del temple per commemorar aquest fet en els temps moderns

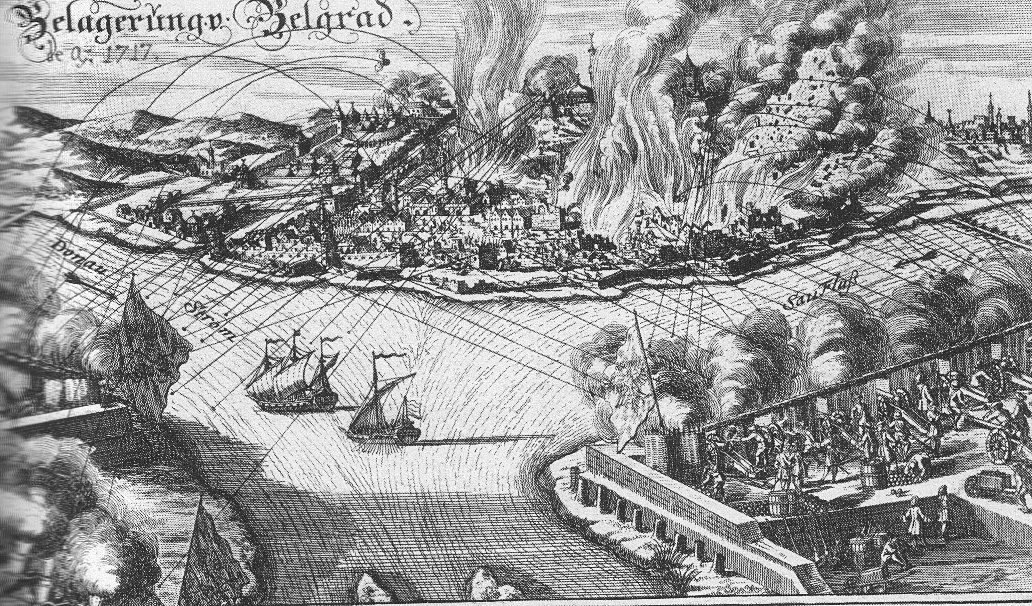
Setge austríac de Belgrad al 1717, durant la Guerra turco-austríaca de 1716 a 1718

A finals del segle xvii, Belgrad va ser víctima d'una plaga, que juntament amb les rebel·lions dels geníssers va contribuir a l'estagnació de la ciutat. Després de 167 anys, Belgrad es va convertir en un camp de batalla de les guerres turco-austríaques. Al llarg d'aquestes, Belgrad va ser ocupada pels Austrohongaresos tres vegades (1688-1690, 1717-1739, i 1789-1791), però cada vegada va ser ràpidament represa pels turcs. Durant aquest període, la ciutat va estar afectada per dues Grans Migracions Sèrbies, en les quals centenars de milers de serbis, liderats pels seus patriarques, es van retirar juntament amb els austríacs a l'Imperi d'Habsburg el 1690 i 1737-39, establint-se en els territoris de Vojvodina i Eslavònia modernes. Durant la Primera Insurrecció Sèrbia, els serbis van prendre la ciutat el 1806, i la van governar fins al 1813, quan la van reprendre els turcs. El 1817, Belgrad es va convertir en la capital de l'entitat autònoma, el Principat de Sèrbia (excepte el període 1818-1841, quan Kragujevac va ser la capital del país).

### Després de la independència

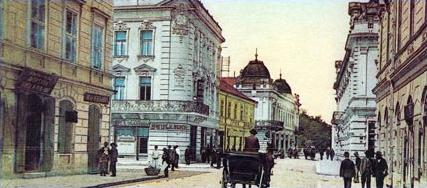
El carrer principal de Belgrad, Knez Mihailova al començament del segle XX

Després de la retirada dels últims turcs el 1867, el Príncep Mihailo Obrenović va traslladar la capital de Kragujevac a Belgrad. Quan l'any 1878 independitzant-se completament dels turcs, Sèrbia es va transformar en el Regne de Sèrbia i Belgrad experimentava un desenvolupament vertiginós, tornant a ser el punt de cruïlla als Balcans. Tot i això, malgrat la inauguració del ferrocarril a Niš, la segona ciutat més important del país, Sèrbia es va quedar en un país principalment agrari, i l'any 1900 Belgrad només tenia 69.100 habitants.
Fins al 1905, la població havia augmentat a més de 80.000 i amb l'esclat de la Primera Guerra Mundial el 1914, el nombre d'habitants a Belgrad sobrepassava la xifra de 100.000, sense Zemun, que per aquells temps pertanyia a l'Imperi Austrohongarés
Auguste i Louis Lumière, els primers directors de cine, van celebrar la primera presentació de pel·lícules als Balcans i a Europa central a Belgrad, el juny de 1896. El mateix any, Johann Strauss II va celebrar un concert a la ciutat.

### Primera Guerra Mundial
A la Primera Guerra Mundial, els monitors de l'Imperi Austrohongarès van bombardejar Belgrad el 29 de juliol de 1914, i va ser presa el 30 de novembre per l'exèrcit austrohongarès sota el comandament d'Oskar Potiorek. Va ser represa el 15 de desembre del mateix any per les tropes sèrbies sota el comandament del mariscal Radomir Putnik. El 9 d'octubre del 1915, Belgrad va caure en mans de les tropes alemanyes i austrohongareses sota el comandament del Mariscal de Camp August von Mackensen, després d'una llarga batalla entre el 6 i el 9 d'octubre, quan gran part de la ciutat va patir molts danys. La ciutat va ser alliberada per les tropes serbies i franceses el 5 de novembre del 1918, sota el comandament del Mariscal Louis Franchet d'Esopérey i del príncep Alexander de Sèrbia.
Després de la guerra, Belgrad va experimentar un ràpid desenvolupament i la modernització significativa com a capital del Regne de Iugoslàvia, durant els anys 20 i els 30. El nombre d'habitants va augmentar a 239.000 (el 1931, Zemun inclòs, que abans formava part del territori autrohongarés), i 320.000 fins al 1940: el percentatge de la mitjana de creixement entre el 1921 i el 1948 va ser d'un 4,08 anual. El 1927, es va inaugurar el primer aeroport de Belgrad, i el 1929, la primera radio-emissora va començar a emetre el programa. El 1935, es va inaugurar el pont del Danubi entre Belgrad i Pančevo.

### Segona Guerra Mundial
El 25 de març de 1941, el govern del regent, Príncep Pavle va signar el Pacte Tripartit (en serbi: Trojni pakt), sumant-se a les Potències de l'Eix en un intent de quedar-se fora del conflicte de la Segona Guerra Mundial. El 27 de març, el poble es va manifestar pels carrers amb el lema "Millor guerra que pacte!", i l'exèrcit va organitzar el cop d'estat, liderat pel comandant de les Forces Aèries, el general Dušan Simović, qui va proclamar al rei Petar major d'edat i capaç de regnar (tenia 17 anys). Com a càstig, el 6 d'abril del 1941, Belgrad va ser bombardejada per la Luftwaffe alemanya: van morir milers de persones (segons s'estima, entre 5.000 i 17.500). Es va cremar la Biblioteca Nacional amb 300.000 manuscrits i llibres de l'edat mitjana, més de 1.300 manuscrits datats entre el segle xii i el XVIII.
Iugoslàvia va ser envaïda i destruïda per les forces alemanyes, italianes, hongareses i búlgares, i les parts occidentals van ser incorporades en estat titella nazi, Estat Independent de Croàcia.
Durant l'estiu i la tardor del 1941, com a represàlia a alguns atacs de guerrilla, els alemanys van efectuar diverses massacres als ciutadans de Belgrad; en particular, als membres de la comunitat jueva de Belgrad van ser la meta d'afusellaments massius per ordre del general Franz Böhme, el governador militar de Sèrbia de les forces de Wehrmacht. Böhme va introduir la norma d'afusellament de 100 serbis i jueus per cada alemany mort. Belgrat va ser la seu del govern titella del general Milan Nedić durant la Segona Guerra Mundial.
La ciutat va ser bombardejada per segona vegada del 16-17 d'abril del 1944 pels Aliats, en el que van morir unes 1.600 persones. Tant aquest com el bombardeig alemany del 1941, van succeir el dia de la Setmana Santa ortodoxa. Tanmateix, gran part de la ciutat va quedar sota l'ocupació alemanya fins al 20 d'octubre del 1944, quan va ser alliberada pels partisans iugoslaus comunistes i l'Exèrcit Roig. El 29 de novembre del 1945, el mariscal Josip Broz Tito va proclamar la República Federal Socialista de Iugoslàvia a Belgrad. El coronel Draža Mihailović va ser jutjat i executat a Belgrad el 1946.
Durant la Segona Guerra Mundial, Belgrad va perdre uns 50.000 habitants, i va patir una destrucció i uns danys materials incalculables.

### Després de la guerra
En el període de postguerra, Belgrad creixia ràpidament com la capital de la nova Iugoslàvia, desenvolupant-se com el centre industrial del país. El 1958, la primera cadena de televisió estatal va començar a emetre el programa. El 1961, es va celebrar el Congrés dels països no alineats, amb Tito com a president del Congrés.
El 1968, van tenir lloc les manifestacions estudiantils més grans contra Tito, i com a resultat hi va haver diferents enfrontaments violents entre els estudiants i la policia.
El 1972, Belgrad va ser l'epicentre de l'últim gran brot de verola a Europa, que es va poder controlar posant la gent en quarantena i amb vacunes massives

### Història moderna
El 9 de març del 1991, hi va haver les manifestacions massives contra el règim de Slobodan Milošević sota el lideratge de Vuk Drašković. Van morir dues persones, 203 van resultar ferides i 108 detingudes. Segons les valoracions dels mitjans de comunicació, aquell dia van assistir a les manifestacions entre 100.000 i 150.000 persones. El règim va fer sortir els tancs al carrer per restaurar l'ordre.
Després del suposat frau en les eleccions locals, es van celebrar manifestacions diàries entre el novembre del 1996 i el febrer del 1997 contra el règim de Slobodan Milošević. Aquestes manifestacions van donar el seu fruit - Zoran Đinđić es va convertir en alcalde de Belgrad, el primer alcalde en 50 anys que no havia format part de la Lliga dels Comunistes de Iugoslàvia o a la seva branca el Partit Socialista de Sèrbia.
El 24 de març de 1999, una vegada més, Belgrad va ser bombardejada, i aquest cop, per les forces de l'OTAN. Aquest bombardeig formava part de la Guerra de Kosovo del 1999. La ciutat va patir danys importants. Els objectius, entre d'altres, van ser els edificis dels Ministeris d'Assumptes Interns, l'edifici de l'Estat Major, l'edifici de la Radiotelevisió de Sèrbia (on van morir 16 tècnics), diferents hospitals, l'Hotel Iugoslàvia, la Torre Ušće, la Torre de la Televisió a Avala i l'ambaixada Xinesa.
Després de les eleccions del 2000, a Belgrad hi va haver les més grans manifestacions de la història de la Sèrbia moderna, amb la participació de més de mig milió de persones (estimacions de la policia: 80.000, més d'un milió, segons Misha Glenny, que van portar al derrocament del poder de Slobodan Milošević el 5 d'octubre.

## Govern i política

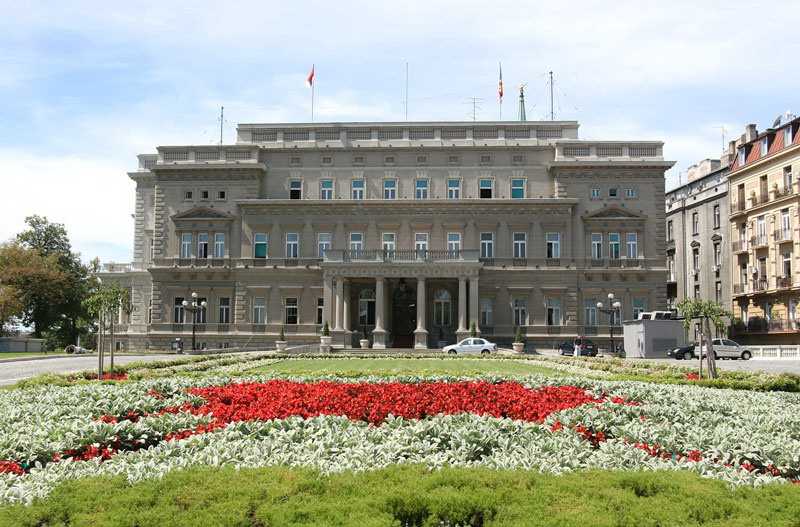
L'Antic Palau, la seu de l'Assemblea de la Ciutat de Belgrad

Belgrad té l'estatus d'unitat territorial especial a Sèrbia, amb el seu propi govern autònom Està dividit en 17 municipis amb els seus propis consells locals. Belgrad ocupa el 3,6% de la República de Sèrbia, i el 21% de la població sèrbia (sense la província del Kosovo), viu a la ciutat És el centre de comerç, cultura, educació i ciències de la República Sèrbia.
El territori de Belgrad està dividit en 17 municipis, cada un amb el seu propi consell local
.

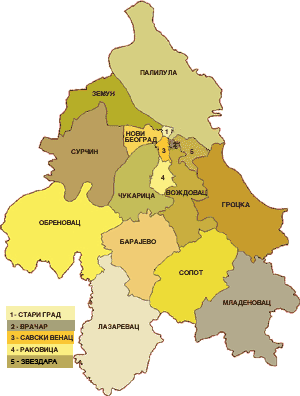
Map dels municipis de Belgrad

Actualment, l'alcalde de Belgrad és Nenad Bogdanović, membre del Partit Demòcrata. Va ser escollit el 2004. El primer alcalde de Belgrad escollit democràticament en tota la història moderna va ser Dr. Zoran Đinđić, escollit el 1996.

### Municipis
La ciutat està dividida en 17 municipis, dels quals 10 tenen l'estatus de "municipi urbà", i 7 de "municipi suburbà". Els municipis suburbans tenen un poder més ampli, principalment en els camps de construcció, plans urbanístics, i previsió pública. La majoria dels municipis estan situats a la riba sud dels rius Sava i Danubi, a la regió de Šumadija. Tres dels municipis (Zamun, Novi Beograd i Surčin) estan ubicats a la riba nord del riu Sava, a la regió de Srem, mentre que el municipi de Palilula està situat a les dues ribes del riu Danubi, a les regions de Šumadija i Banat.
| Nom                                                   | Superfície (km²)                        | Població (1991)                         | Població (2002)                         | Urbà/Suburbà |
| ----------------------------------------------------- | --------------------------------------- | --------------------------------------- | --------------------------------------- | ------------ |
| Barajevo                                              | 213                                     | 20.846                                  | 24.641                                  | Suburbà      |
| Čukarica                                              | 156                                     | 150.257                                 | 168.508                                 | Urbà         |
| Grocka                                                | 289                                     | 65.735                                  | 75.466                                  | Suburbà      |
| Lazarevac                                             | 384                                     | 57.848                                  | 58.511                                  | Suburbà      |
| Mladenovac                                            | 339                                     | 54.517                                  | 52.490                                  | Suburbà      |
| Novi Beograd                                          | 41                                      | 218.633                                 | 217.773                                 | Urbà         |
| Obrenovac                                             | 411                                     | 67.654                                  | 70.975                                  | Suburbà      |
| Palilula                                              | 451                                     | 150.208                                 | 155.902                                 | Urbà         |
| Rakovica                                              | 31                                      | 96.300                                  | 99.000                                  | Urbà         |
| Savski Venac                                          | 14                                      | 45.961                                  | 42.505                                  | Urbà         |
| Sopot, Serbia                                         | 271                                     | 19.977                                  | 20.390                                  | Suburbà      |
| Stari Grad                                            | 5                                       | 68.552                                  | 55.543                                  | Urbà         |
| Surčin                                                | Part del municipi de Zemun fins al 2004 | Part del municipi de Zemun fins al 2004 | Part del municipi de Zemun fins al 2004 | Suburbà      |
| Voždovac                                              | 148                                     | 156.373                                 | 151.768                                 | Urbà         |
| Vračar                                                | 3                                       | 67.438                                  | 58.386                                  | Urbà         |
| Zemun Surčin inclòs                                   | 438                                     | 176.158                                 | 191.645                                 | Urbà         |
| Zvezdara                                              | 32                                      | 135.694                                 | 132.621                                 | Urbà         |
| TOTAL                                                 | 3227                                    | 1,552,151                               | 1,576,124                               | n/a          |
| Font: Oficina d'Estadística de la República de Sèrbia |                                         |                                         |                                         |              |

## Demografia
Segons l'últim cens del 2002, Belgrad té 1.576.124 habitants, dels quals 1.417.187 es van declarar serbis, 22.161 es van declarar iugoslaus, 21.190 montenegrins, 19.191 com a romanesos, 10.381 com a croats, 8.372 com a macedonis, i 4.617 com a musulmans.
Tot i que a Belgrad hi ha diferents comunitats religioses, la més nombrosa és l'Església Ortodoxa Sèrbia, amb uns 1.429.170 creients. L'Islam és la segona religió més nombrosa, amb uns 20.366 creients, la tercera és l'Església Catòlica amb uns 16.305 creients. Abans de la Segona Guerra Mundial, Belgrad tenia una nombrosa comunitat jueva, però amb l'ocupació nazi i l'emigració subseqüent a Israel, el nombre va caure a 415. També hi ha 3.796 protestants a la ciutat.
A part dels seus habitants naturals, Belgrad és la llar de molts serbis de tota l'exIugoslàvia, que van venir a buscar una vida millor, o fugien com a refugiats de la guerra i la neteja ètnica. Extraoficialment —i tenint en compte el gran nombre de serbis refugiats de Croàcia, Bòsnia i Hercegovina i Kosovo, els estudiants i la gent comptada en censos en les seves pròpies ciutats— la població sobrepassava els 2 milions de persones.
A Belgrad també hi vivien molts estrangers. A partir dels anys 90, es va formar una comunitat significant de ciutadans xinesos. El Novi Beograd, Blok 70 és conegut com el barri xinès. També hi ha molts àrabs, els que van venir a estudiar als anys 70 i 80, i que es van quedar formant famílies a la ciutat. Molts d'ells són naturals de Síria, Jordània o Iraq.

## Economia

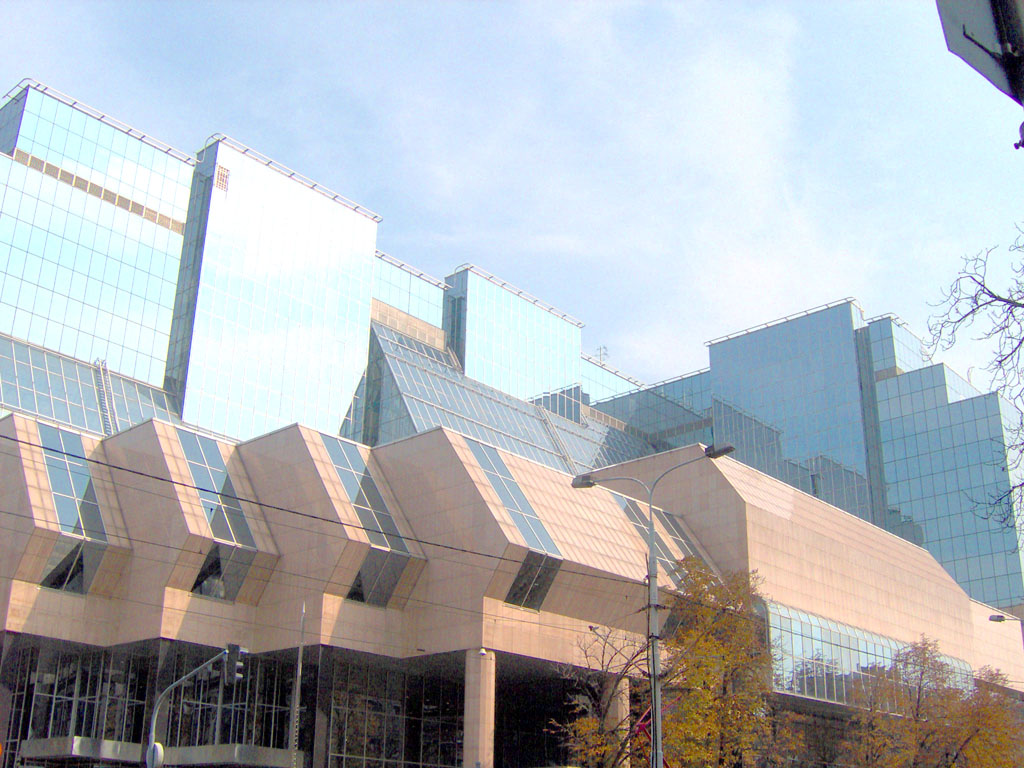
Edifici del Banc Nacional de Sèrbia, a prop de la Plaça Slavija

Belgrad és la part econòmicament més desenvolupada de Sèrbia. Més del 30% del PIB de Sèrbia es genera a la ciutat, en la qual també es troba el 30% de la població amb feina. L'economia de la ciutat ha experimentat un creixement ràpid a partir del 2000. Durant els anys 90, la ciutat (igual que tot el país) va estar greument afectada per la crisi econòmica provocada per les sancions imposades per la comunitat internacional. La hiperinflació tremenda del dinar iugoslau també va destruir l'economia de la ciutat. Però amb el derrocament de Slobodan Milošević el 2000, les sancions van ser suprimides, cosa que suposava una nova etapa per l'economia de la ciutat, com també per tot el país.
El Banc Nacional de Sèrbia està ubicat a la ciutat, igual que les altres companyies importants com Jat Airways, Telekom Srbija, Telenor Sèrbia, Delta Holding, Société Générale, Japan Tobacco, i moltes més.
Segons les últimes estadístiques de març del 2007, la mitjana d'un salari brut mensual a Belgrad és de 46.048 dinars serbis (al voltant de €565 (euros) o $770 (dòlars dels Estats Units), i la mitjana d'un salari net mensual a Belgrat és al voltant de 33.079 dinars serbis (€405 o $555), el que representa un dels salaris més alts en tota Sèrbia.

## Cultura

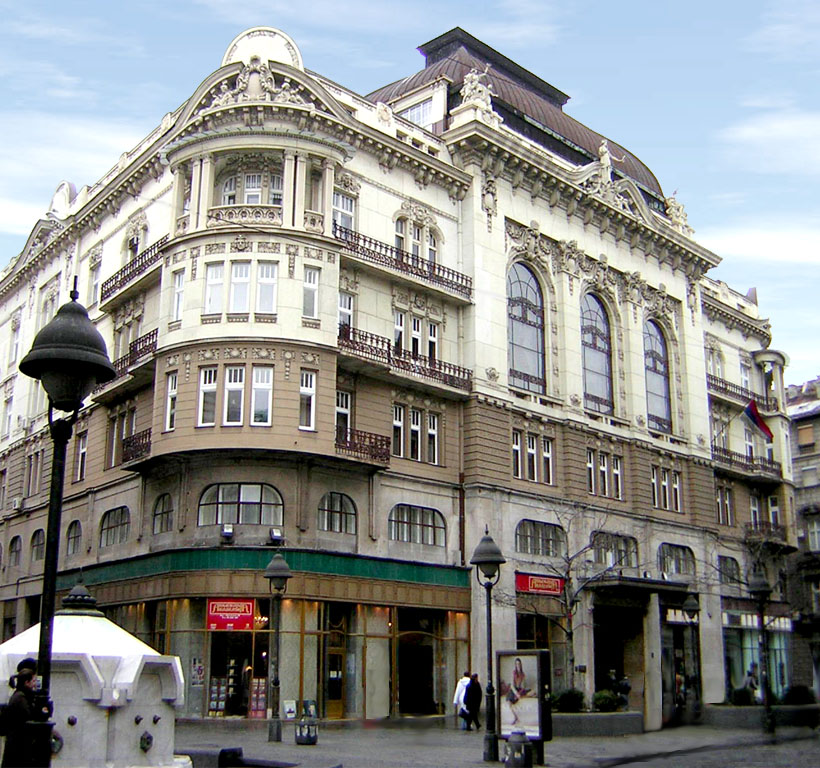
Edifici de l'Acadèmia de les Arts i les Ciències de Sèrbia, edificada el 1922

Belgrad és cada any l'amfitrió de molts esdeveniments culturals com el FEST (Festival de Cinema de Belgrad), el BITEF (Festival de Teatre de Belgrad), el BELEF (Festival d'Estiu de Belgrad), el BEMUS (Festival de música de Belgrad), la Fira del llibre de Belgrad, i la Fira de la Cervesa de Belgrad. Molts escriptors famosos vivien i encara viuen a Belgrad - Branislav Nušić, Miloš Crnjanski, Borislav Pekić, Milorad Pavić i Meša Selimović. També, el guanyador del Premio Nobel, Ivo Andrić, vivia i treballava a Belgrad, on va escriure la seva novel·la mundialment famosa, Un pont sobre el Drina.
Gran part de la indústria cinematogràfica de Sèrbia es troba a Belgrad. Una de les pel·lícules més famoses que el 1995 va guanyar la Palma d'Or a Cannes, "Underground" d'Emir Kusturica, es va rodar en aquesta ciutat.
Als anys 80, Belgrad va ser també un dels centres de la New Wave iugoslava: VIS Idoli, Ekatarina Velika i Šarlo Akrobata són només uns quants grups que venien de Belgrad. Altres grups de rock famosos eren Riblja Čorba, Bajaga i instruktori, etc. En el temps de l'antiga Iugoslàvia, Belgrad també va ser el centre de la música coneguda com a "turbofolk", i una de les representants més conegudes és Ceca Ražnatović. Actualment, Belgrad és el centre del hip-hop serbi, amb representants tan destacats com Beogradski Sindikat, Škabo, Marčelo.
La cultura del teatre està bastant desenvolupada a Belgrad. Existeixen nombrosos teatres, dels quals el més important és el Teatre Nacional, juntament amb el Teatre de Drama Iugoslau, el Teatre Zvezdara. i l'Atelje 212. L'Acadèmia de les Ciències i les Arts de Sèrbia també estan a Belgrad, així com la Biblioteca Nacional de Sèrbia.
A Belgrad, també s'hi troben moltes institucions culturals estrangeres. com per exemple, l'Institut Cervantes, el Goethe-Institut i el Centre Culturel Français que estan a la rambla principal de Belgrad, al carrer Knez Mihajlova. Altres centres culturals són l'American Corner, el Forum de Cultura Austríaca (alemany: Österreichischen Kulturforums), el British Council, el Centre de Cultura i Ciències Rus (rus: Российский центр науки и культуры), l'Institut de Confuci, el Centro Cultural Canadenc, l'Instituto Cultural Italià (italià: Istituto Italiano di Cultura), i el Centre Cultural de la República Islàmica d'Iran.
Amb la victòria de la representant sèrbia Marija Šerifović en l'Eurovisió 2007, Belgrad serà l'amfitriona del proper certamen.

### Museus de Belgrad

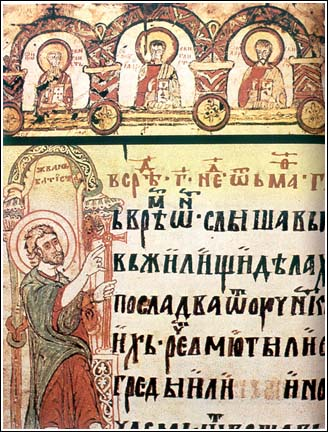
Evangeli de Miroslav, manuscrit de l'edat mitjana que es troba en el Museu Nacional

El museu més prestigiós a Belgrad és el Museu Nacional, fundat el 1844. Acul una col·lecció de més de 400.000 objectes d'exposició, incloent-hi obres mestres estrangeres. El famós evangeli de Mirslav forma part de la col·lecció d'aquest museu.
El Museu Militar de Belgrad és bastant popular entre els turistes estrangers, en part per les restes del Lockheed F-117 Nighthawk abatut per les forces antiaèries iugoslaves durant el bombardeig de l'OTAN el 1999, però també és popular per les més de 25.000 peces exposades, de les quals, algunes daten del període de l'Imperi Romà.
Un altre museu similar és el Museu de l'Aviació Iugoslava, on hi ha més de 200 avions, dels quals, uns 50 estan exposats. Alguns dels exemplars que aquest museu guarda, són únics en la seva espècie, com per exemple el Fiat G.50. Aquest museu també conté restes de l'avió estatunidenc de l'OTAN abatut.
El Museu etnogràfic de Belgrad, fundat el 1901, conté més de 150.000 peces d'exposicions que demostren la cultura urbana i rural dels Balcans, especialment dels països de l'ex-Iugoslavia. El Museu d'Art Contemporani de Belgrad té la col·lecció de més de 8.540 obres d'art fetes a Iugoslàvia des del 1900. El Museu de Nikola Tesla, fundat el 1952, guarda objectes personals de Nikola Tesla, l'inventor i científic que va donar nom a la unitat Tesla. Té uns 160.000 documents originals i 5.700 objectes d'una altra mena.
Un altre museu important de Belgrad és el Museu de Vuk i Dosiej, que forma part del Museu Nacional, i que demostra les vides, les obres i el llegat de Vuk Stefanović Karadžić, el reformador de la llengua sèrbia i Dositej Obradović, el primer Ministre d'educació de Sèrbia.
També hi ha el Museu d'Art Africà, fundat en els dies de solidaritat amb els països en desenvolupament africans.

### Educació
Belgrad té dues universitats estatals i diferents institucions d'educació superior. La Universitat de Belgrad, amb uns 70.000 estudiants, té les seves arrels en el Liceu fundat el 1808 i a l'Escola Gran fundada el 1863. És una de les institucions més antigues del país, donat que la institució més antiga és l'Escola de Mestres a Subotica, que va ser fundada l'any 1689.
També existeixen 195 escoles d'educació primària, i 85 d'educació secundària. De les 195 escoles primàries, 162 són regulars, 14 especials, 15 d'art i 4 per adults. El sistema d'educació secundària compta amb 51 escoles professionals, 21 escoles d'orientació universitària, 15 d'art i 500 edificis en 1.100.000 km².

### Vida nocturna

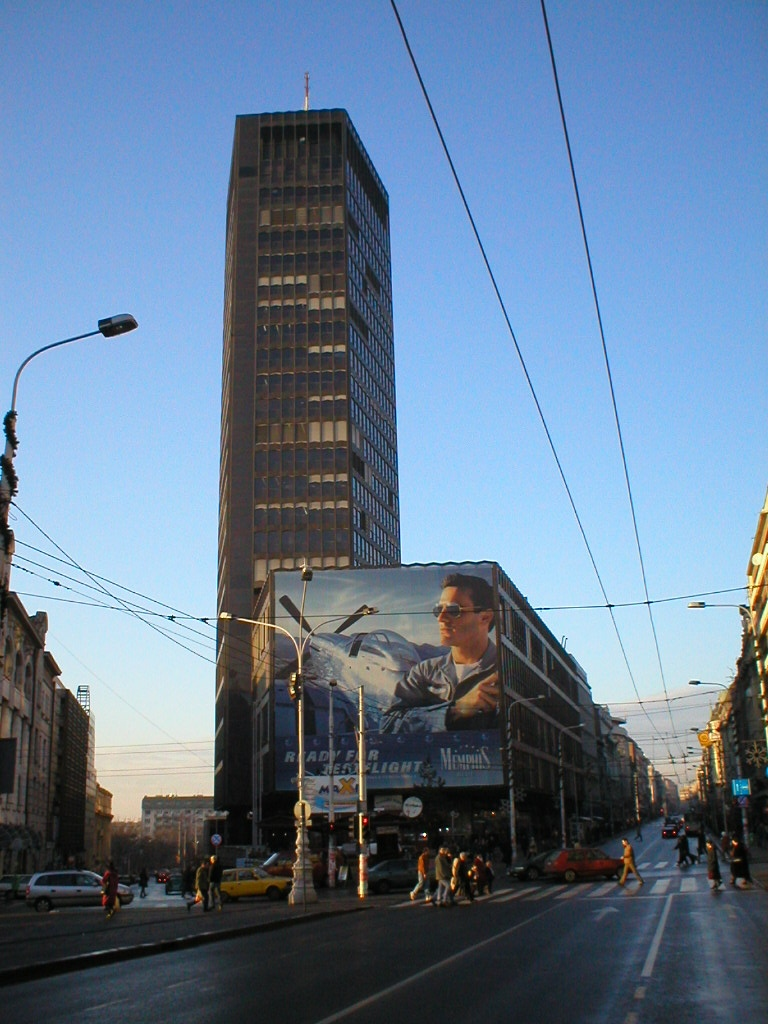
The Beograđanka

Belgrad té la reputació d'una ciutat amb una vida nocturna vibrant, amb gran quantitat de bars, restaurants, discoteques i bars musicals que estan oberts fins a la matinada, i que estan situats per tota la ciutat. A part del centre, la zona més característica de la vida nocturna a Belgrad són les splavovi ("barcasses") - discoteques, bars i restaurants allotjats en els vaixells ancorats al llarg de les ribes del Sava i el Danubi.
Molts visitants de cap de setmana, especialment de Bòsnia i Hercegovina, Croàcia i Eslovènia, consideren a Belgrad com una ciutat més metròpolis que les seves pròpies capitals, donat que a Belgrad hi troben, com diuen, l'ambient amistós, fantàstics bars i discoteques, copes barates i absència de dificultats lingüístiques, i també de les restriccions legislatives de la vida nocturna.
Entre els clubs alternatius, en destaca, des de fa molt temps, l'Academija, el club dels estudiants d'arts, que es troba a l'edifici de la Facultat de Belles Arts al carrer Knez Mihajlova, i el KST (en serbi: Klub Studenata Tehnike), el club dels estudiants d'enginyeria elèctrica, que es troba al soterrani de l'edifici de la mateixa facultat. Un dels llocs més famosos entre els diferents esdeveniments alternatius de la ciutat, és l'SKC - Studentski kulturni centar (Centre cultural estudiantil), que es troba al costat del gratacel més alt de Belgrad, i un dels símbols de la ciutat, la torre Beograđanka. L'SKC és on tenen lloc molts concerts de grups estrangers, però també hi ha exposicions d'art debats públics i discussions.
Un altre tipus d'oci, una mica més tradicional, acompanyat per la música tradicional típica dels nuclis urbans del nord de Sèrbia, és l'anomenada "starogradska muzika" (que més o menys vol dir la música urbana antiga) es pot trobar a "Skadarlija", la part antiga de la ciutat, on es reunien els poetes i artistes del segle xix, i que en aquell temps va ser un barri bohemi. Tot el carrer central, Skadar, ha conservat el mateix aspecte que tenia en el segle xix, juntament amb les voreres de pedra i les cases de l'època. Allà s'hi pot trobar els restaurants més antics i tradicionals de la ciutat anomenats "kafana", on es poden assaborir els diferents plats típics de la gastronomia sèrbia. Una de les "kafanes" més antigues de la ciutat, que encara guarda l'ambient dels temps bohemis de Skadarlija, és Znak pitanja. En el mateix carrer, també hi ha l'edifici de la fàbrica de cervesa més antiga de Belgrad, fundada durant la primera meitat del segle xix.

### Esports

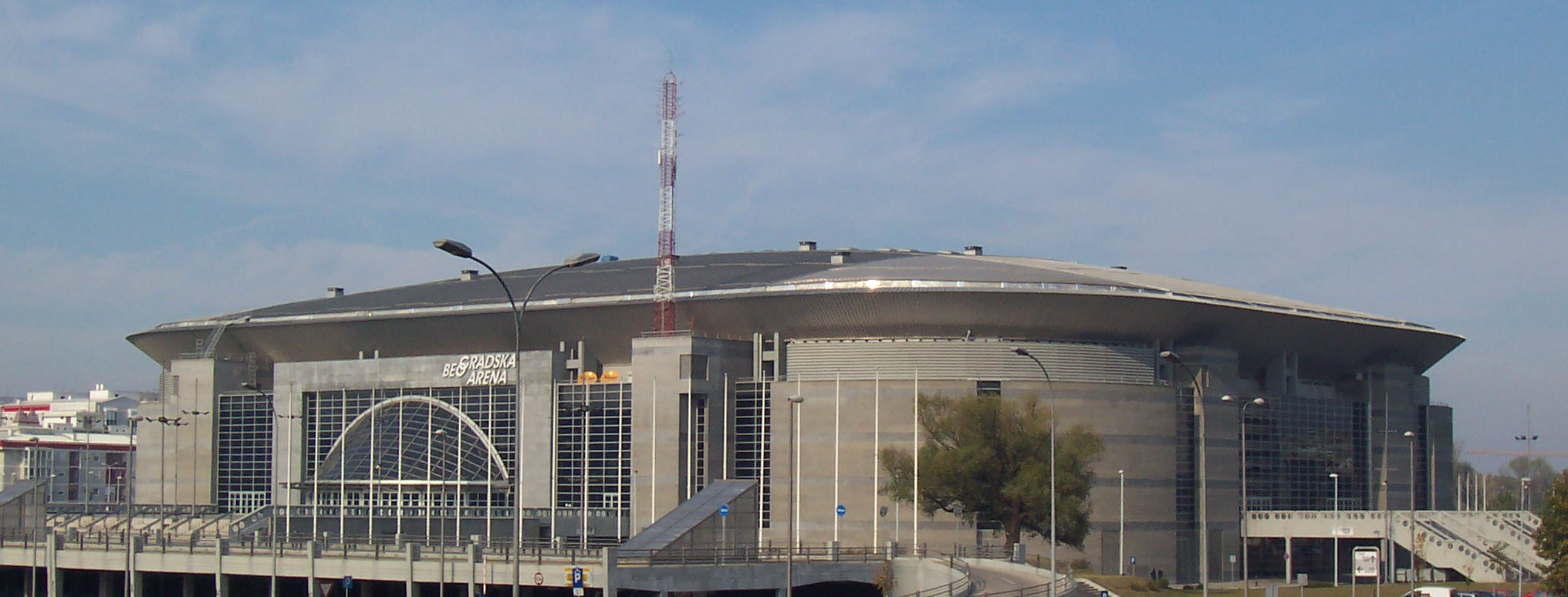
Štark Arena, centre esportiu

Belgrad té, al voltant de mil instal·lacions esportives, on moltes d'elles van acollir tot tipus d'esdeveniments esportius.
En els últims anys, Belgrad va ser amfitriona de diferents esdeveniments importants, com l'Eurobasket 2005, el Campionat europeu de voleibol, 2005, i el Campionat europeu de Waterpolo, 2006. La ciutat també acollirà el Festival Olímpic de Joventut d'Europa el 2007, així com la Universiada el 2009, on va guanyar a la ciutat mexicana de Monterrey, i a la polonesa, Poznań
Belgrad també va ser candidata per l'organització dels Jocs Olímpics el 1992, quan la guanyadora va ser Barcelona, i en els Jocs Olímpics el 1996, quan va guanyar Atlanta.
La ciutat és la llar de dos dels clubs més famosos de Sèrbia - l'Estrella Roja i FK Partizan, així com els estadis dels respectius clubs - La Marakana, estadi de l'Estrella Roja, i l'Estadi del Partizan Arena i el Hala Pionir són dos centre poliesportius on tenen lloc partits de bàsquet, mentre que al centre poliesportiu Tašmajdan es fa servir per partits de waterpolo
Ada Ciganlija és el complex exterior d'oci i esports més gran de Belgrad. Anteriorment era una illa en mig del riu Sava, ara està connectat amb la riba, formant un llac artificial en el riu. Les platges d'Ada Ciganlija són el lloc on els belgradencs es van a refrescar i a descansar durant els estius calorosos. Hi ha 7 kilòmetres de platja juntament amb les instal·lacions esportives on es practiquen diferents esports, com golf, futbol, bàsquet, voleibol, rugbi, beisbol, i tennis. També es poden practicar els esports extrems, com el bungee, l'esquí aquàtic i el paintballing. També hi ha molts llocs on es pot practicar el ciclisme, o fer grans passejades per la natura, o fer joging.

### Turisme
A partir del 2000, amb les renovacions diplomàtiques amb l'Europa Occidental i els Estats Units, a Belgrad s'hi torna a notar la presència de turistes estrangers, absents des de la Guerra dels Balcans, dels noranta. L'Organització del Turisme de Belgrad (TOB) és l'organització oficial que promociona Belgrad com a destinació turística.
Els barris i edificis històrics de Belgrad són les principals atraccions de la ciutat. Entre altres, hi ha: Skadarlija, Museu Nacional de Sèrbia, Teatre Nacional, Zemun, la Plaça Nikola Pašić, la Plaça Terazije, la Plaça dels Estudiants, la Kalemegdan, el Carrer Knez Mihailova, el Parlament de Sèrbia, el Temple de Sant Sava, i el Palau Antic. A més, existeixen molts parcs, monuments, museus, bars, restaurants i botigues; a les dues vores del Sava el Mausoleu de l'Heroi Desconegut a Avala (obra d'Ivan Meštrović), Mausoleu de Tito, conegut també com a Kuća cveća (Casa de Flores). Els parcs Topčider i Košutnjak són molt populars, especialment entre els turistes de les repúbliques ex-iugoslaves.
Darrerament el nombre de turistes joves, en especial de Croàcia, Eslovènia i Bòsnia i Hercegovina, venen a Belgrad a passar el cap de setmana i gaudir de la seva vida nocturna.

### Mitjans Comunicació
Belgrad és el centre mediàtic més important de Sèrbia. La ciutat és la llar de les cadenes de televisió líders, com Radiotelevisió de Sèrbia (RTS), que està en procés de transformació en un mitjà d'informació público. La discogràfica de la RTS, la PGP RTS, també es troba a Belgrad. La cadena de televisió més popular és la multinacional sèrbia RTV Pink, coneguda pels seus programes d'entreteniment, i és considerada per molts de baixa qualitat i sensacionalista. Hi ha una altra cadena de televisió i ràdio molt popular de caràcter "progressista" és B92, que té televisió, ràdio, una discogràfica i l'editorial, així com el web més visitada i popular de la internet en serbi. Altres cadenes de televisió són Košava i TV Avala, i d'altres que només cobreixen el territori de Belgrad, com Studio B, TV Politika. També es va poder veure altres canals especialitzats: SOS channel (esports), Metropolis (música), Art TV (art), Cinemania (pel·lícules), i Happy TV (programes infantils).
Els diaris més llegits que es publiquen a Belgrad són Politika, Večernje novosti, Blic, Glas javnosti, i Sportski žurnal. Altres diaris i revistes són: Press, Borba, Danas, i Kurir. També hi ha premsa gratuïta - 24 sata que es va fundar el 2006. Dues revistes de notícies més populars son NIN i Vreme, que es publiquen a Belgrad.

### Arquitectura

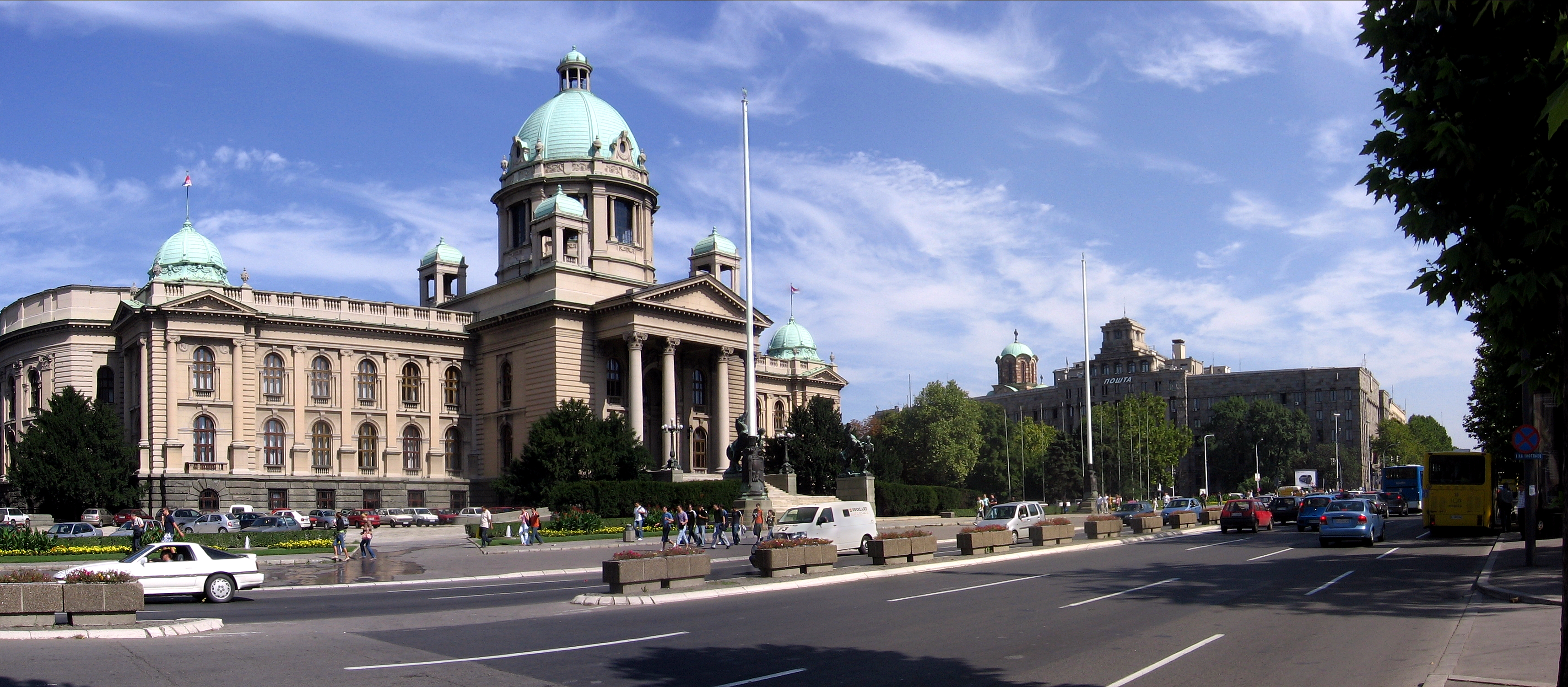
El Parlament de Sèrbia, i,al costat, l'oficina central de Correus de Sèrbia

Hi ha parts de Belgrad que tenen diferents tipus d'arquitectura, des del centre de Zemun amb la seva típica arquitectura de l'Europa central fins a un disseny més modern de Novi Beograd. Al centre de Belgrad, els edificis més antics que van sobreviure a tants bombardejos i destruccions al llarg de la història de la ciutat, són els edificis del segle xix.
L'estructura pública més antiga de Belgrad és una turbe turca no descrita, mentre que la casa més antiga és una modesta casa de fang a Dorćol, de finals del segle xviii. La influència occidental va arribar al segle xix, quan la ciutat va patir una transformació completa des d'un poble oriental a l'arquitectura contemporània del moment, amb influències del neoclassicisme, romanticisme i l'art acadèmic. Els arquitectes serbis van extreure aquest desenvolupament dels edificis estrangers al segle xix, produint els edificis del Teatre Nacional de Belgrad, el Vell Palau de Belgrad, La Catedral Saborna Crkva i després, a inicis del segle xx, l'Assemblea Nacional de Sèrbia i el Museu Nacional de Sèrbia, amb influències d'art nouveau. Elements d'arquitectura Neo-Byzantina estan presents en edificis com la Fundació Vuk, el vell edifici de correus del carrer Kospova, i l'arquitectura sacra, com L'Església de Sant Marc a Belgrad (basada en el monestir de Gračanica), i el Temple de Sant Sava.
Durant el període de dominació comunista, molts condominis van ser construïts ràpidament i a molt baix cost per acollir el gran flux migratori de gent del camp que venien de la Segona Guerra Mundial, algunes vegades amb resultats com l'arquitectura brutalista dels blokovi (blocs) de Nova Belgrad; una tendència surrealista que va dominar breument, tenint com a resultat edificis com el Saló Sindical del Comerç de Belgrad. De totes maneres, a mitjans dels cinquanta, les tendències modernistes van prevaler i encara dominen l'arquitectura a Belgrad.

## Transport

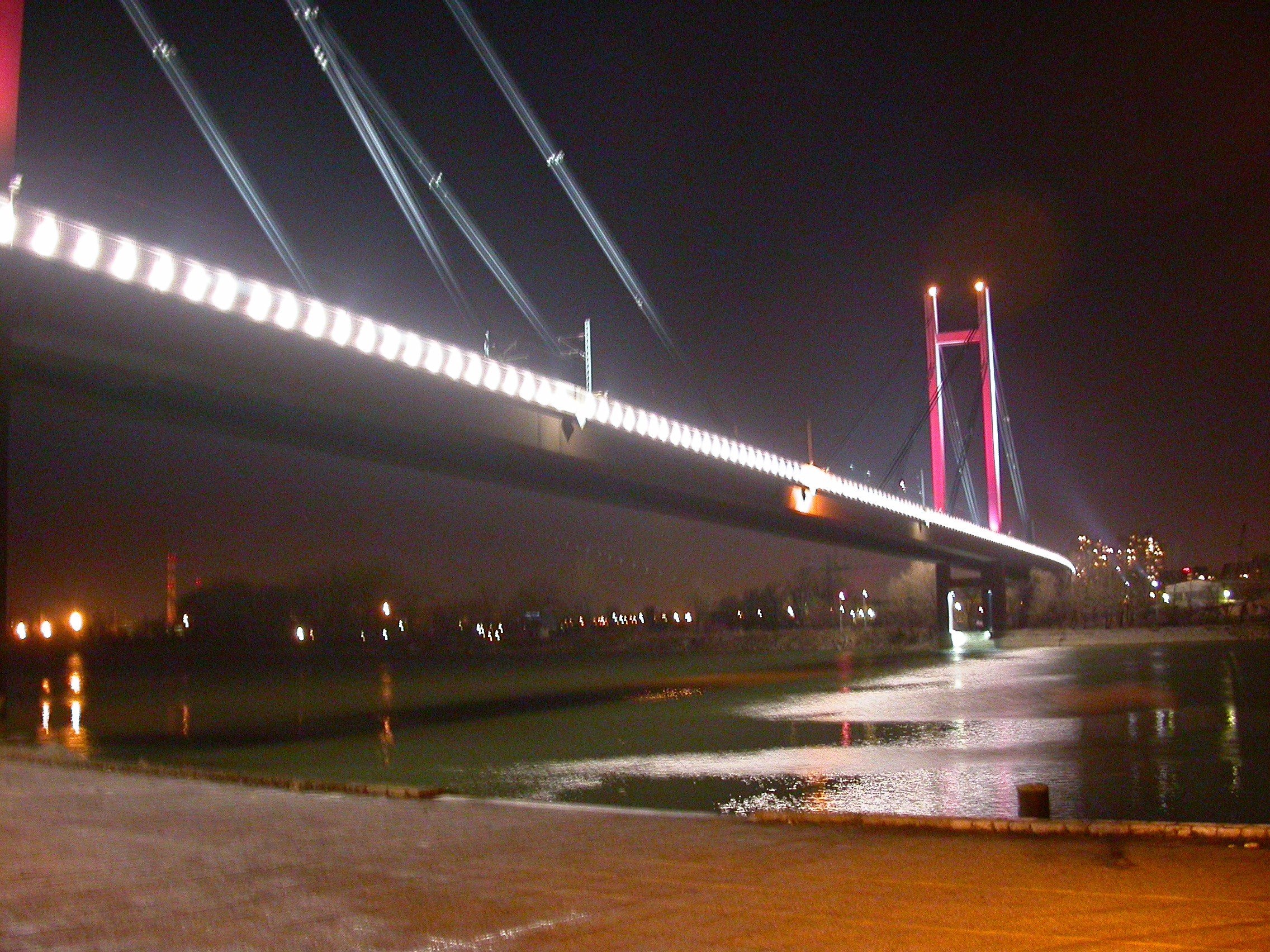
El Nou pont de Ferrocarril

Belgrad té un sistema de transport públic extensiu, basant-se en els autobúsos (118 línies urbanes i més de 300 línies suburbanes), tramvies (12 línies), i troleibús (8 línies) El sistema de transport públic està administrat per la Companyia de transport públic de Belgrad (GSP Beograd) i SP Lasta, amb cooperació amb algunes companyies privades en diferents rutes d'autobusos. Belgrad també té la xarxa de ferrocarril regional, Beovoz, que està administrada per Ferrocarrils Serbis La principal estació de trens connecta Belgrad amb altres capitals europees, així com amb altres ciutats a Sèrbia. Malgrat això, és més popular viatjar amb l'autocar, i Belgrad té connexions diàries d'autocars que es dirigeixen a un gran nombre de ciutats tant a Sèrbia, com a l'estranger. El sistema d'autopistes dona un accés fàcil a Novi Sad al nord, Niš al sud i Zagreb, la capital de Croàcia, a l'oest. La ciutat està situada a la confluència de dos rius grans, el Danubi i el Sava, de manera que Belgrad també té molts ponts. Els dos més importants són El Pont de Branko, i el Gazela. Els dos connecten al centre de la ciutat amb Nou Belgrad. El Port de Belgrad, que està al Danubi, permet tràfic fluvial.
Belgrad també té l'aeroport - Aeroport Nikola Tesla, Belgrad (IATA: BEG) a pocs kilòmetres del centre de la ciutat. L'any 1986, quan vivia els seus millors moments, gairebé 3 milions de passatgers hi passen. Durant els anys 90, a causa de la situació política del país, aquest nombre va caure de manera dràstica Seguint el desenvolupament que va tenir lloc a partir del 2000, el nombre de passatgers va augmentar fins a dos milions el 2004/2005 Al 2006, 2 milions de passatgers van passar per l'aeroport Nikola Tesla fins a mitjans de novembre.

## Miscel·lània

### Noms al llarg de la història
| Nom                                | Notes |
| ---------------------------------- | --- |
| Singidūn(on)                       | Es deia així per la tribu dels Scordisci; dūn(on) que vol dir 'allotjament, recinte'; 279 aC                                                                   |
| Singidūnum                         | Els romans van conquerir la ciutat i van romanitzar el nom celta                                                                                               |
| Beograd, Београд                   | Nom eslau, es va dir per primera vegada al 878 com Beligrad a la carta del Papa Juan VIII a Boris de Bulgaria, que vol dir "Ciutat blanca / fortalesa blanca". |
| Alba Graeca                        | Traducció llatí |
| Alba Bulgarica                     | Nom llatí sota el comandament búlgar |
| Fehérvár                           | Traducció a l'hongarès |
| Weißenburg y Griechisch Weißenburg | Traducció alemany |
| Castelbianco                       | Traducció italià |
| Nandoralba                         | A l'Hongria de l'edat mitjana fins al segle xiv |
| Nándorfehérvár                     | A l'Hongria de l'edat mitjana |
| Landorfehérvár                     | A l'Hongria de l'edat mitjana |
| Veligradon                         | Nom romà d'Orient |
| Veligradi, Βελιγράδι               | Nom grec |
| Dar Ul Jihad                       | Nom otomà, que vol dir Estatge de la Guerra |
| Belgrat                            | Nom turc |
| بلغراد                             | Nom àrab |

## Cooperació internacional i condecoracions
Belgrad està agermanada amb les següents ciutats
| - Chicago, Illinois, USA - des de juny, 2005 - Coventry, Anglaterra, Regne Unit, des de 1957 - Lahore, Pakistan - des de 2007 - Tel-Aviv, Israel |

Altres formes de cooperació que existeixen entre les següents ciutats:
| - Atenes, Grècia (Acord de Cooperació i Amista, novembre de 1966) - Banja Luka, Bòsnia i Hercegovina (Acord de Cooperació, 2005) - Pequín, Xina (Acord de Cooperació, octubre de 1980) - Berlín, Alemanya (Acord de Cooperació y Amistat, novembre de 1978) - Düsseldorf, Alemanya (Acord de Cooperació, febrer de 2004) - Kíev, Ucraïna (Acord de Cooperació, maig de 2002) - Madrid (Acord de Cooperació, maig de 2001) - Milà, Itàlia (memoràndum sobre l'Acord, El programa ciutat a ciutat, novembre de 2000) - Moscou, Rússia (Programa de Cooperació 2003/2004, desembre de 2002) - Roma, Itàlia (Acord de Cooperació i Amistat, octubre de 1971) |

Cartes d'Intent firmades amb altres capitals de les repúbliques ex-iugoslaves:
| - Ljubljana, Eslovènia (octubre de 2003) (firmada juntament amb Zagreb) - Skopje, Macedònia del Nord (juny de 2006) - Zagreb, Croàcia (octubre de 2003) (firmada juntament amb Ljubljana) |